# Larissa Marolt
Larissa-Antonia Marolt (10 de julho de 1992) é uma modelo e atriz austríaca. Ela foi a vencedora do primeiro Austria's Next Top Model. Após sua vitória, ela também participou da quarta temporada do German Next Top Model, onde ficou em oitavo lugar.

## Biografia
Aos 14 anos, Marolt atuava em un clube de teatro juvenil, onde foi descoberta como modelo.
Aos 16 anos, Marolt fez o teste para Austria's Next Top Model, onde foi escolhida como uma das dez garotas para aparecer no programa de TV. Declarada vencedora, o prêmio incluiu um contrato com a agência de modelos Wiener Models, uma aparição na capa da revista austríaca Miss em fevereiro de 2008, um contrato como rosto da próxima campanha publicitária da Swarovski e uma participação no Germany's Next Topmodel.
Na Alemanha, apesar de ser uma ex-vencedora e a favorita do público, Marolt não conseguiu angariar a simpatia dos colegas concorrentes, terminando em oitava colocação.

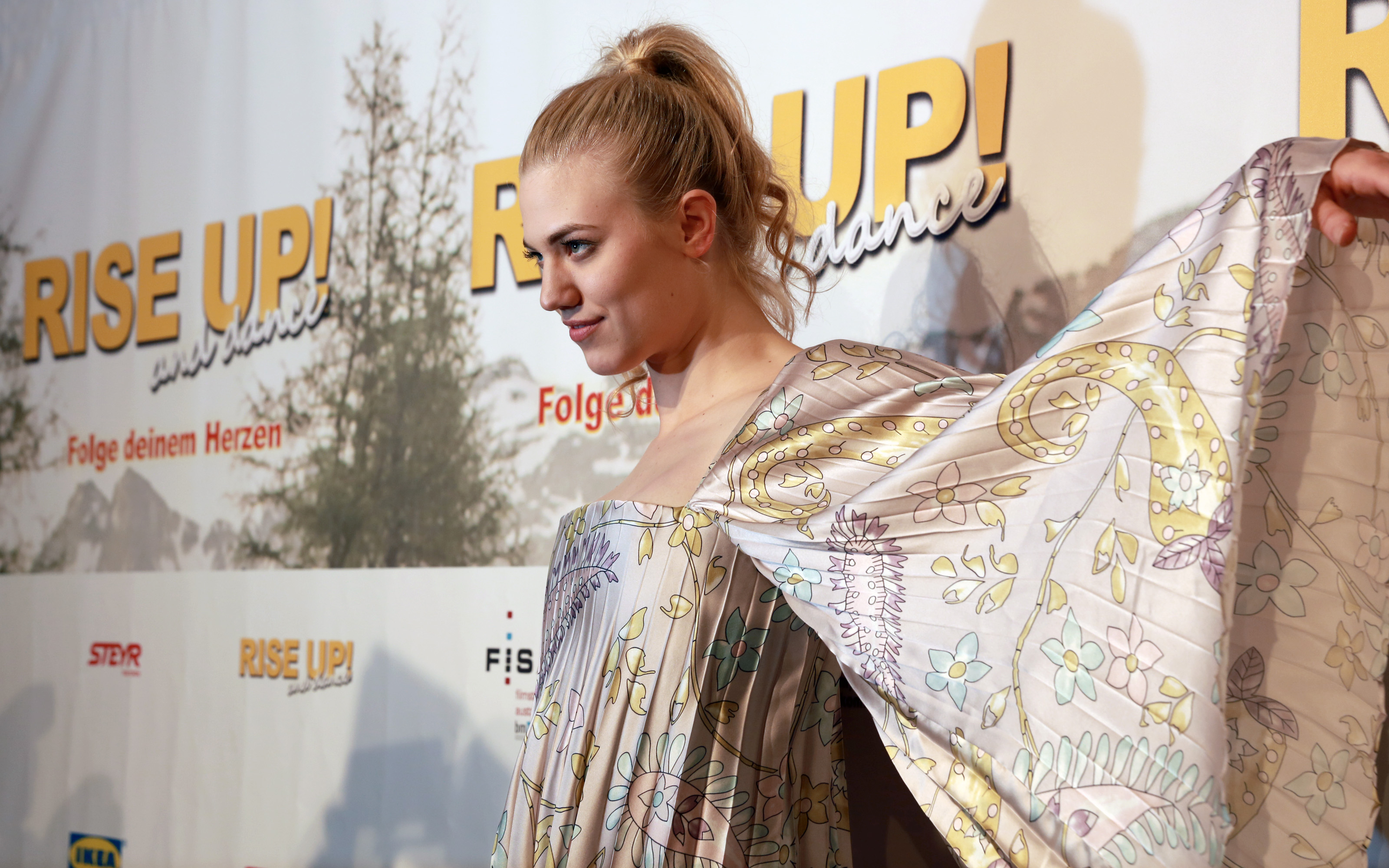
Marolt em 2014, na estreia de seu filme Rise Up! And Dance em Viena

O primeiro filme de Marolt, a produção austríaca Rise Up! And Dance dirigido por Barbara Gräftner, estreou em 11 de março de 2014 em Viena. Marolt também atua no filme de terror austríaco de 2013, Hopped Up - Peaceful Drug, dirigido por Michael Fischa, no papel principal. O filme foi exibido no início de 2014 nos cinemas da Áustria e da Alemanha.
Em 2014, ela participou da versão alemã de I'm a Celebrity...Get Me Out of Here! e terminou em 2º lugar. Em 8 de fevereiro de 2014, Marolt foi homenageada por sua cidade natal, Klagenfurt. Este prêmio especial foi concedido anteriormente apenas uma vez em 2004 ao artista alemão Thomas Gottschalk.
De 28 de março de 2014 a 16 de maio, Marolt participou da sétima temporada do programa de TV alemão Let's Dance e terminou em quarto lugar.
Em 26 de abril de 2014, ganhou um Prêmio Romy na 25ª cerimônia do Romy TV Awards no Palácio de Hofburg de Viena. Marolt participou do game show da televisão alemã Schlag den Star, competindo no dia 19 de julho de 2014 contra a apresentadora e modelo Annica Hansen.
A partir de meados de setembro de 2014, Marolt se juntaria a Peter Rapp, Oliver Pocher e Petra Frey no júri da quarta temporada do programa da ORF Die große Chance. Em 17 de junho de 2014, Marolt recebeu o New Face Award. Os prêmios foram concedidos em oito categorias pela revista semanal feminina austríaca Madonna, pela oitava vez. Outros vencedores além de Marolt foram Christina Stürmer, Anna Fenninger, Ursula Karven e Sara Nuru.
O chefe da RTL Television, Frank Hoffmann, anunciou em 17 de julho de 2014 que as filmagens de um docudrama centrado na vida de Marolt haviam começado. O docudrama intitulado Larissa Goes to Hollywood começou a ser exibido na Alemanha em 25 de abril de 2015.
Em janeiro de 2016 Marolt dividiu o primeiro lugar no concurso de estilismo Promi Shopping Queen do canal de televisão alemão VOX com o ator Thomas Held. Ela doou o prêmio em dinheiro para ajuda contra o câncer infantil.

## Vida pessoal
Marolt namorou o cineasta Whitney Sudler-Smith de 2011 a 2016. Em 2015, Marolt comprou junto com seu pai o hotel Seehotel Klopein no Lago Klopein localizado em Carinthia, Áustria. O hotel três estrelas composto por nove edifícios foi vendido pelo Bank Austria e fica a apenas um quilômetro do hotel de propriedade de seus pais.